# Raise boring

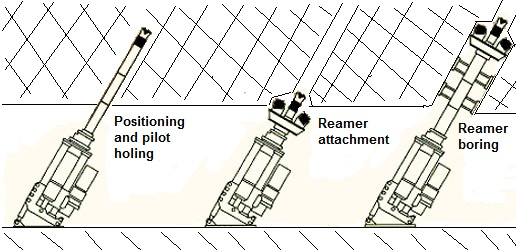
Schematische Übersicht über die Arbeitsschritte und die verwendeten Bohrköpfe beim Raise boring.

Raise boring („Aufwärtsbohren“) ist ein Bohrverfahren, mit dem entlang einer Pilotbohrung von unten nach oben bohrend ein kreisrunder Schacht erbohrt wird. Das Verfahren ist ein vollmechanisches Gestängebohrverfahren, das für schachtartige Bauwerke mit mittleren Teufen geeignet ist. Das Raise boring wurde in den 1950er Jahren für den Erzbergbau Nordamerikas entwickelt. Es gilt zurzeit als wirtschaftlichste Methode zur Erstellung von Schächten.

## Ausrüstung
Um Bohrungen nach diesem Verfahren herzustellen, wird eine Raise-boring-Maschine benötigt. Die Raise-boring-Maschine wird auf der oberen Ebene aufgestellt. Die Maschine ist mit zwei unterschiedlichen Bohrköpfen bestückbar, einem kleineren Bohrkopf für die Pilotbohrung und dem Raise-Bohrkopf. Der Raise-Bohrkopf wird auch als Reamer bezeichnet. Der Bohrkopf für die Pilotbohrung hat einen Durchmesser von bis zu 311 Millimetern. Der Bohrkopf besteht aus mehreren Rollenmeißeln. Der Raise-Bohrer hat einen Durchmesser von bis zu sechs Metern, er ist mit mehrstufigen Meißeln bestückt. Dieser Erweiterungsbohrkopf ist, je nach Gesteinsart, mit unterschiedlich gestalteten Kegelrollen ausgerüstet. Um während des Bohrvorgangs der Pilotbohrung eine Richtungskorrektur vornehmen zu können, sind moderne Bohrmaschinen mit einem selbsttätig steuernden Zielbohrsystem ausgerüstet. Dieses Zielbohrsystem besteht aus einer direkt hinter der Bohrkrone befindlichen Zielbohreinheit, mehreren Messwertaufnehmern für die Neigungsmessung, der Steuerelektronik und der Steuerhydraulik. Um die Zielbohrstangen während des Bohrvorganges in der horizontalen Ebene korrigieren zu können, besitzen die Zielbohrstangen Steuerkufen, die hydraulisch ausfahrbar sind. Zur genauen Richtungsermittlung der Bohrung sind die Zielbohrstangen mit einem Impulsgeber ausgestattet, der die Messsignale über den Spülwasserstrom im Bohrstrang zum Steuerstand der Maschine sendet. Auch alle Messwerte der Funktionsüberwachung werden kabellos zum Steuerstand der Maschine übermittelt. Das als Inklinometer bezeichnete Messsystem der Zielbohrstange arbeitet mit zwei elektronischen Wasserwaagen. Diese Wasserwaagen sind kreuzweise angeordnet und dienen der zielgenauen Bohrung.

## Bohrarbeiten
Bevor die eigentlichen Bohrarbeiten beginnen können, muss zunächst der Schachtansatzpunkt mit einem Grubenbau unterfahren werden. Dadurch wird ein Zugang zum späteren Schachtfuß ermöglicht. Außerdem wird dadurch eine Reservoirkammer für das Bohrklein und gleichzeitig eine Montagekammer für den Raise-Bohrkopf geschaffen. Der eigentliche Bohrvorgang verläuft dann in zwei Schritten, der Erstellung der Pilotbohrung und anschließend der Erstellung der Aufweitungsbohrung.

### Pilotbohrung
Eine zielgenaue Pilotbohrung ist Voraussetzung für den Erfolg der Raise-Bohrung. Deshalb ist die Pilotbohrung immer ein wesentliches Risiko bei der Erstellung von Bohrungen mittels Raise boring. Für die Genauigkeit der Pilotbohrung spielen Inhomogenität und Anisotropie des Gebirges eine große Rolle. Durch steil einfallende Schichten mit unterschiedlich hartem Gestein kann es zu Abweichungen der Pilotbohrung kommen. Weitere Einflussfaktoren für die Genauigkeit der Bohrung sind technische Voraussetzungen, wie die Steifigkeit des Bohrgestänges und die Sorgfalt der Bohrmannschaft. Der Bohrkopf wird drehend mit hohem Anpressdruck ins Gebirge gepresst. Die Pilotbohrung muss groß genug sein, um das Bohrgestänge für die Aufweitungsbohrung aufzunehmen. Durch den Einsatz von Elektronik wird der Bohrvorgang ständig auf Richtungsgenauigkeit überwacht und falls erforderlich korrigiert. Beim Bohren werden kleine Gesteinsstücke aus dem Gestein herausgebrochen. Das Bohrklein wird durch eine Wasserspülung zum Ansatzpunkt der Bohrung gespült und dort abgesetzt.

### Aufweitungsbohrung
Wenn die Pilotbohrung die tiefere Sohle erreicht hat, wird der Bohrkopf entfernt, ein Raise-Bohrer der gewünschten Größe angebracht und das Vorbohrloch ziehend, von unten nach oben, entsprechend aufgeweitet. Der Erweiterungsbohrkopf wird hierbei mit einer geringen Drehzahl, die bei einem Bohrkopfdurchmesser von 1,52 Meter bis zu 15 Umdrehungen pro Minute beträgt, gedreht. Bei einem Bohrkopfdurchmesser von fünf Metern beträgt die Drehzahl bis zu vier Umdrehungen pro Minute. Dabei ist ein ruhiger Lauf des Bohrkopfes wichtig. Welcher Erweiterungsbohrkopfdurchmesser letztendlich maximal verwendet werden kann, hängt von der Teufe des Schachtes und der Belastbarkeit des Bohrgestänges ab. Das Bohrgut muss nicht nach oben aus dem Bohrloch herausgespült werden, sondern fällt nach unten und kann bei Bedarf abgefördert werden. Da das Bohrklein aufgrund der Schwerkraft ohne Wasserzusatz nach unten fällt, ist beim Hochziehen der Verschleiß am Bohrkopf geringer als in anderer Richtung. Dennoch wirken beim Hochziehen des Bohrkopfes Zugkräfte von über tausend Kilonewton auf das Bohrgestänge. Der Bohrkopf und das Bohrgestänge werden an der Schachtwand durch Kufenstabilisatoren stabilisiert. Im Fels entsteht so eine glatte Bohrlochwandung. Der Schachtausbau wird nach Fertigstellung der Bohrung eingebracht. Oftmals ist keine Befestigung oder ein Bohrlochausbau erforderlich.

## Anwendung
Mit dem Raise boring werden Schächte mit einem Durchmesser von bis zu sechs Metern erstellt. Voraussetzung für die Anwendung dieses Verfahrens ist ein standfestes Gebirge. Die maximale Teufe liegt bei diesem Verfahren bei 1200 Metern. Anwendungsbeispiele sind Blindschächte, die als untertägige Verbindungen zwischen zwei Strecken in einem Bergwerk dienen, oder Verbindungen zwischen einem Grubenbau und der Erdoberfläche. Bei der Rettung der verunglückten Bergleute 2010 in Chile wurde das Raise-boring-Verfahren als eine von mehreren Varianten angewandt.

## Varianten
Ausgehend von der grundsätzlichen Verfahrensweise – Pilotbohrung, anschließend Aufweitung – gibt es verschiedene Varianten des Raise boring, die teilweise eigene Bezeichnungen tragen. So können Bohrlöcher geneigt oder nahezu horizontal gestoßen werden, oder auch die Pilotbohrung von unten nach oben erstellt und anschließend von oben nach unten aufgeweitet werden.